# Eosimiidae
Los eosímidos (Eosimiidae) son una familia de familia primates extintos, de los cuales se cree, fueron los primeros simios.

## Taxonomía
Cuando fueron descubiertos, se consideró la posibilidad de que los eosímidos estuvieran por fuera de los simios, siendo ancestros de los mismos (Culotta, 1992), pero investigaciones posteriores han mostrado que son simios (Kay et al. 1997, Ross et al. 1998). Algunos investigadores han seguido cuestionando si en realidad los eosímidos son simios, ya que parecen ser cercanos a los Tarsiiformes - Gunnell y Miller (2001), por ejemplo, hallaron que la morfología de los eosímidos no encaja con la conocida de los primates antropoides (simios). Sin embargo, varios expertos sitúan a los eosímidos como simios troncales - Williams, Kay y Kirk (2010) señalan que esto se debe a que más y más evidencia apunta en esa dirección.
Parece haber una rica diversidad de eosímidos en China. Con varios géneros, tales como Phileosimias y Anthrasimias, su clasificación como parte de esta familia parece dudosa. 
Marivaux et al. (2005) sugirieron que tres géneros serían integrantes definitivamente de Eosimiidae: Bahinia, Phenacopithecus y Eosimias. Ellos anunciaron su descubrimiento de fósiles de dos nuevas especies, Phileosimias kamali y Phileosimias brahuiorum. Ellos concluyeron que Phileosimias es también un simio primitivo, el cual podría ser situado en Eosimiidae o bien en un grupo separado.